# Lenticchia di Altamura
La Lenticchia di Altamura è una Indicazione Geografica Protetta (IGP) riservata alla lenticchia secca appartenente alle varietà Laird ed Eston della specie Lens esculenta Moench, e coltivata tra la Puglia e la Basilicata.

## Area di produzione
La zona di produzione comprende il territorio amministrativo dei seguenti Comuni: Altamura, Ruvo di Puglia, Corato, Minervino Murge, Andria, Spinazzola, Poggiorsini, Gravina in Puglia, Cassano delle Murge, Santeramo in Colle, Montemilone, Palazzo San Gervasio, Genzano di Lucania, Irsina, Tricarico, Matera, Banzi, Forenza e Tolve.
Ogni fase del processo produttivo, partendo dal prodotto da impiegare per la semina, al processo di pulitura post-produzione fino al confezionamento, deve essere monitorata ed effettuata all’interno del territorio di appartenenza, proprio a garanzia della qualità e dell’eccellenza di tutto il processo e soprattutto del prodotto finale, la Lenticchia di Altamura I.G.P.

## Storia
Dopo diversi decenni di abbandono della coltivazione, nel 2007 è stata iscritta nell'elenco nazionale dei prodotti agroalimentari tradizionali; nel 2017 è arrivato l'ottenimento dell'IGP. Il Consorzio di Tutela si occupa delle attività di difesa e promozione.